# Castorocauda
Castorocauda lutrasimilis (que significa 'cola de castor', 'similar a las nutrias') es un pequeño mammaliaforme semiacuático que vivió en el Jurásico medio, hace 164 millones de años. Se han hallado fósiles en las capas de Daohugou (posiblemente era parte de la formación de Jiulongshan), en Mongolia Interior. Estaba altamente especializado, con adaptaciones convergentes de los mamíferos semiacuáticos modernos como son los castores, la nutria, o el ornitorrinco.
El nombre Castorocauda lutrasimilis, proviene del latín "castor", y de cauda, que significa "cola". La palabra latina lutra significa "nutria", y -similis quiere decir "similar a". Se estima que el animal pesaba entre 500 y 800 gramos, y que podía alcanzar los 42,5 cm de longitud. Estas cifras convierten al Castorocauda lutrasimilis en el mammaliaforme más grande del Jurásico.

## Clasificación
La mayoría de las autoridades están de acuerdo en que el Castorocauda no se trata de un mamífero. La cladística, que define las relaciones evolutivas basándose en similitudes, define a los mamíferos como el grupo que contiene a la mayoría de los antepasados comunes de todos los mamíferos existentes en la actualidad, incluyendo a sus descendientes. Castorocauda forma parte del orden Docodonta, un orden de mammaliaformes, o protomamíferos, que tiene todos sus miembros extinguidos, y que no posee descendencia.
Uno de los principales objetivos de los paleontólogos es averiguar ciertas características sobre la evolución y el origen de la especie. Muchas de estas características anatómicas, como los dientes, se conservan muy bien en los registros fósiles, y son la principal fuente de información acerca de la relación que poseen con sus homólogos modernos. Otras características, como la composición de sus órganos internos, son imposibles de conservar.
En 2004 se descubrió un fósil en las capas fosilíferas de la provincia de Liaoning, en China. El descubrimiento fue publicado inmediatamente en la revista Science por un equipo internacional liderado por Qiang Ji, de la Universidad de Nankín. El fósil de Castorocauda se encontraba tan perfectamente conservado, que hasta se preservaba el pelo. El pelo se encuentra presente en la mayoría de los mamíferos actuales, y se asume, por tanto, que deben estar presentes en los fósiles de los mamíferos. La presencia de pelo en el fósil de Castorocauda indicaba que no sólo estaba presente en los mamíferos, sino que también lo poseían sus parientes más cercanos: los docodontes.
La diminuta cadena de huesecillos del oído medio y otras zonas similares se encontraban en el fósil en muy buen estado, y varias características de los huesos confirmaron que los docodontes se encontraban en una posición más cercana evolutivamente a los mamíferos que los Morganucodon o que los Sinoconodon, aunque menos que los Hadrocodium.
Entre docodontes, Castorocauda ha sido relacionada con los Krusatodon o los Simpsonodon, ambos animales europeos, lo cual es una evidencia de que en el Jurásico medio hubo un intercambio de animales entre Asia y Europa. Más tarde, ambos continentes se separarían por el estrecho de Turgai.

## Adaptación acuática
El Castorocauda lutrasimilis poseía una cola ancha, y el pelo era menos frecuente cuanto más se acercaba a la punta. En general, la cola era muy similar a la de los castores actuales, y era usada como medio de locomoción en los medios acuáticos. El coxis estaba aplanado hacia el dorso, como ocurre actualmente con los castores o las nutrias de hoy en día. Los registros fósiles han descubierto que los dedos de los pies de estos organismos se encontraban unidos, como en el caso de los patos, aunque en menor medida.
Varios rasgos en la morfología de sus extremidades daban a entender que se habían adaptado para la excavación. Además, el antebrazo era muy robusto, con un olécranon alargado. Las extremidades son muy similares a las del actual ornitorrinco, un animal que puede tanto excavar como nadar. Algunos docodontes, como el Castorocauda o el Haldanodon, se han adaptado para la vida bajo tierra. Este rasgo de especialización también se ha dado en algunos mamíferos primitivos como es el caso del Fruitafossor.
Por lo general, los docodontes tienen unos dientes muy distintivos, pero en el caso del Castorocauda, esta distinción se acentúa todavía más. Los dientes del Castorocauda son muy diferentes de los de otros docodontes, probablemente debido a diferencias en la alimentación. La mayor parte de los docodontes han desarrollado una dentadura especializada para una dieta omnívora. Sin embargo, los dientes del Castorocauda apuntan a que era piscívoro, y que se alimentaba de peces y de pequeños invertebrados. Los primeros dos molares poseen cúspides alineadas, y la ausencia de fisuras indica que se utilizaban para agarrar, y no para masticar.
Estas tres cúspides alineadas son una característica en común con los primeros mamíferos, como los Triconodonta. Estos primeros molares poseen también una forma curvada que les permite agarrar a las presas más escurridizas. Sus dientes son muy similares a los de los mesoniquios, un orden extinto de animales carnívoros y ungulados, así como también son parecidos, aunque en menor medida, a los de los pinnípedos.
La dentición completa de esta especie es imposible de recomponer, pero se sabe con seguridad que la mandíbula inferior contenía 4 incisivos, 1 canino, 5 premolares, y 6 molares.

## Registro fósil
El fósil de mayor importancia que se ha encontrado fue hallado en la formación de Jiulongshan, en la Mongolia Interior. En este mismo lugar se han encontrado también multitud de fósiles de pterosaurios, lissamphibia, coelurosauria, y numerosos invertebrados. El fósil fue descubierto por Qiang Ji y Chong-Xi Yuan, de la Academia China de Ciencias Geológicas de Pekín, y Zhe-Xi Luo y Alan Tabrum, del Carnegie Museum of Natural History.

## Importancia de su descubrimiento
El descubrimiento del Castorocauda lutrasimilis supuso un gran avance en el conocimiento de los parientes cercanos de los mamíferos adaptados al entorno acuático antes de que los dinosaurios dejaran de dominar la Tierra, hace 65 millones de años, lo cual retrasó la fecha de aparición de los parientes de los mamíferos semiacuáticos hasta hace 110 millones de años. Sobre la base de los fósiles actuales, la línea evolutiva de los mamíferos no poseerá ninguna otra especie semiacuática hasta el período Eoceno. A causa de que se han hallado muy pocos fósiles, anteriormente se creía que, hasta el límite K/T, todos los mamíferos eran pequeños, vivían sobre el suelo, o lo hacían sobre los árboles. Esta teoría se desmontó con el descubrimiento del Fruitafossor (un mamífero similar al armadillo y al topo), el Volaticotherium (un mamífero similar a las ardillas voladoras), el Repenomamus y, ahora, el Castorocauda lutrasimilis.